# Johanna Braddy
Johanna Elizabeth Braddy (* 30. August 1987 in Atlanta, Georgia) ist eine US-amerikanische Schauspielerin und Synchronsprecherin, bekannt durch ihre wiederkehrende Gastrolle als Jordan in der ABC-Family-Fernsehserie Greek und ihre Rolle als Jenny Matrix in der Webserie Video Game High School.

## Leben

### Frühe Jahre
Johanna Elizabeth Braddy wurde am 30. August 1987 in Atlanta, Georgia geboren. Ihr Vater Steve Braddy ist Ingenieur und Testfahrer von Versuchsbooten. Ihre Mutter, Jo Beth Braddy, ist Sängerin und Vorschul-Musiklehrerin. Johanna Braddy hat einen acht Jahre jüngeren Bruder, Cole Braddy.
Bereits sehr früh, im Alter von drei Jahren, hatte Braddy den Wunsch Schauspielerin zu werden. Mit vier Jahren begann sie Ballettunterricht zu nehmen. Es folgten Jazz-, Stepp- und Spitzentanz. Mit acht Jahren übernahm sie ihre erste Theaterrolle als Tessie in dem Theaterstück Annie im Fox Theatre mit dem Theatre of the Stars in Atlanta. Im Fox Theatre wurde sie in vier weiteren Theaterstücken besetzt.

### Bei den Atlanta Workshop Players
Johanna Braddy wurde als Gesangs- und Tanztalent bei den Atlanta Workshop Players aufgenommen, einer Schauspieltruppe talentierter Kinder und Jugendlicher, die im Rahmen der Atlanta Workshop Players Tour Show Musicals für Schulen in Georgia und im Südosten der USA aufführen. Sie verblieb acht Jahre, bis zur elften Klasse, bei den Atlanta Workshop Players und besuchte deren Sommer-Schauspielkurse, wo sie im Alter von zehn Jahren ihren ersten Schauspielagenten engagierte und damit ihre Filmkarriere startete. Noch während Braddy die Schule besuchte, spielte sie in ihrem ersten Fernsehfilm mit, dem Disney-Film mit dem Titel Rockstars Forever (2004), der in New Orleans gefilmt wurde.
Während ihrer Zeit in Georgia hatte Braddy zwei Agenten, einen von Hot Shot Kids and Teens und einen von Houghton Talents. Sie drehte vor allem Werbespots oder arbeitete als Synchronsprecherin, weil in Georgia keine große Filmbranche angesiedelt ist. Stattdessen ging sie zu Castings nach North Carolina oder New Orleans oder reichte diese per Video ein.
Im letzten Schuljahr, 2005, kam Braddy mit ihrer Mutter für die Pilot-Season für einige Monate nach Los Angeles, um zu sehen, wie die Chancen für Braddy auf Arbeit standen. Letztendlich wurde sie für die Nickelodeon-Zeichentrickserie Avatar – Der Herr der Elemente als Sprecherin besetzt und für den Piloten von Surface – Unheimliche Tiefe. Daraufhin entschloss sich Braddy nach Los Angeles zu ziehen. Braddy besuchte bis 2005 die McIntosh High School von Peachtree City, die im Fayette County in Georgia liegt. Sie war unter anderem der Kapitän des Tanzteams der Highschool. Mit 17 Jahren zog sie schließlich nach Los Angeles.

### Schauspielkarriere in Hollywood
In Hollywood spielte Johanna Braddy zunächst in verschiedenen Gastrollen, so in der CBS-Fernsehserie Cold Case, Nickelodeons Drake & Josh oder als jüngere Version der Hauptperson Samantha (dargestellt durch Christina Applegate) in Samantha Who?, für ABC. Daneben arbeitete Braddy in der ersten Zeit in Hollywood häufig als Sprecher. Neben verschiedenen Voice-overs für Werbespots, sprach sie in der Zeichentrickserie Avatar – Der Herr der Elemente und in dem Oscar-nominierten Mockumentary-Animationsfilm Könige der Wellen. In der FX-Network-Serie The Riches hatte Braddy erstmals eine wiederkehrende Gastrolle. Als Tammy Simms war sie hier in sechs Folgen zu sehen. In der Fernsehserie Greek hatte Braddy in 15 Folgen ihre bisher längste wiederkehrende Rolle als Jordan Reed. In den folgenden Jahren trat sie in mehreren bekannten Fernsehserien auf, unter anderem in Lie to Me, Southland, Detroit 1-8-7, CSI: Miami, Leverage oder Criminal Minds. Daneben spielte sie in mehreren Horrorfilmen mit. Im Jahr 2009 war Braddy in dem Direct-to-DVD-Film Der Fluch – The Grudge 3 in der Hauptrolle sowie in dem Direct-to-DVD-Film Hurt zu sehen. 2011 spielte Braddy in The Levenger Tapes die Hauptperson Amanda und eine weitere Rolle in Paranormal Activity 3. 2012 folgte der Horrorfilm The Collection. Von 2012 bis 2014 übernahm Braddy eine Hauptrolle als Jenny Matrix in der Webserie Video Game High School von Freddie Wong. 2015 war Braddy in der Dramedy-Serie UnREAL neben Constance Zimmer und Shiri Appleby zu sehen. Im selben Jahr wurde Braddy im ABC-Thriller Quantico besetzt.
Johanna Braddy war seit November 2012 mit Josh Blaylock, ihrem Schauspielkollegen von Video Game High School, verheiratet. Anfang 2015 ließ sich das Paar scheiden. Am 30. Dezember 2016 heiratete sie ihren UnREAL-Co-Star Freddie Stroma.

## Filmografie
- 2004: Rockstars Forever (Pop Rocks, Fernsehfilm)
- 2005–2007: Avatar – Der Herr der Elemente (Avatar: The Last Airbender, 5 Folgen, Stimme von Princess Yue)
- 2005: Surface – Unheimliche Tiefe (Surface, Folge 1x01 Abgetaucht)
- 2006: Broken Bridges
- 2007: Cold Case – Kein Opfer ist je vergessen (Cold Case, Folge 4x16 Barbara)
- 2007: Drake & Josh (Folge 4x20 Der Tanzwettbewerb)
- 2007: Home of the Giants
- 2007: Könige der Wellen (Surf's Up, Stimme)
- 2007: Penny Dreadful (Kurzfilm)
- 2007: Samantha Who? (Folge 1x05 Die einstweilige Verfügung)
- 2007: The Riches (6 Folgen)
- 2008: Whore
- 2008: Danny Fricke (Fernsehfilm)
- 2008: Ponyo – Das große Abenteuer am Meer (Gake no ue no Ponyo, Film, Stimme)
- 2008: The Oaks (Folge 1x01)
- 2009–2010: Southland (2 Folgen)
- 2009: A Marriage (Fernsehfilm)
- 2009: Der Fluch – The Grudge 3 (The Grudge 3)
- 2009: Greek (15 Folgen)
- 2009: Hurt
- 2009: Lie to Me (Folge 1x01 Die Wahrheit der Lüge)
- 2009: American Primitive (Wild About Harry)
- 2010: Detroit 1-8-7 (Folge 1x06)
- 2010: Einfach zu haben (Easy A)
- 2011: Born to Race
- 2011: CSI: Miami (Folge 9x12 Connie und ihre Feinde)
- 2011: Criminal Minds (Folge 7x02 Das blaue Kleid)
- 2011: Friends with Benefits (Folge 1x07)
- 2011: Leverage (Folge 4x02 Mord ist sein Hobby)
- 2011: Paranormal Activity 3
- 2011: The Levenger Tapes
- 2012: The Collection – The Collector 2 (The Collection)
- 2012: CSI: Vegas (CSI: Crime Scene Investigation, Folge 13x05)
- 2012–2014: Video Game High School (Webserie)
- 2013: Perception (Folge 2x08)
- 2013: Hit the Floor (4 Folgen)
- 2013: Suburgatory (Folge 2x20)
- 2013: Dr. Dani Santino – Spiel des Lebens (Necessary Roughness, Folge 3x02)
- 2013: The Levenger Tapes
- 2014: Shameless (Folge 4x02)
- 2015: UnREAL (8 Folgen)
- 2015–2018: Quantico (57 Folgen)
- 2021–2022: Chicago Med (10 Folgen)
- 2023: Gossip Girl (2 Folgen)
- 2023: A Million Little Things (3 Folgen)
- 2024: Law & Order: Special Victims Unit (1 Folge)
- 2025: Mo (3 Folgen)